# فارياب (إيران)
فارياب (بالفارسية: فاریاب) هي منطقة سكنية تقع في إيران في كرمان. يقدر عدد سكانها بـ 4,508 نسمة على شكل 971 عائلة.